# Запитівська загальноосвітня школа I—III ступенів
Запитівська загальноосвітня школа I—III ступенів — україномовний навчальний заклад І-ІІІ ступенів акредитації у селищі міського типу Запитів, Кам'янка-Бузького району, Львівської області.

## Історія школи
Згідно праці українського історика-краєзнавця Василя Лаби до 1827 року діти навчалися грамоти у місцевого дяка за домовлену плату. Передумовою цього було те, що  в 1818 р. відбувся Перемишльський синод під проводом митрополита М. Левицького,  на  якому,  було прийнято  постанову  про заснування парафіяльних шкіл та здійснення навчання в них українською мовою. 
Передумови для створення школи були ще з 17 серпня 1805 р. коли  вийшов шкільний закон, відомий  під  назвою  «Політична  устава  шкільна», що видав Австрійський уряд, під владою якого перебував Запитів. 
Лише в 1827 році побудували невелику школу на околиці села, де дяк продовжив заняття з більшим числом учнів (була ж епоха Просвітництва). Пізніше церковна громада наймала професійного вчителя. Так, в 1860 році Август Туркевич за рік вчителювання отримував 157,5 злотих, 20 корців зерна, 4 сяги дров та 2 фіри соломи, навчаючи 15 хлопців та 10 дівчат. Треба візначити, що втой час Нормальна школа була лище у Львові. 
В 1893 році була побудована двокласна мурована школа, з 1898 року в ній працювали  2 вчителя. Першим директором школи був Федір Мельничук, що до того був єдиним вчителем. У школі навчалися діти віком 6-13 років,  найздібніші учні проходили курс за 2-3 роки, інші навчалися довше. Як свідчать звіти, були тоді і «двієчники», але вийшли звідти і випускники, які  стали дипломованими спеціалістами.
Школа пережила «русифікацію» 1915 року коли російські війська тимчасово потіснили Австро-Угорщину, полонізацію в часи міжвоєнної Польщі та німецьку окупацію. Залежно від зміни влади вносились корективи в навчальну програму. При встановленні Радянської влади після Другої світової війни школу збільшили, додавши до старої будівлі колишню корчму та хату репресованої родини Палайдів. У той час було запроваджене обов'язкове семирічне навчання. 
Число вчителів виросло до 4. 1953 року навчалося 100 учнів, 1954 року — 160, 1962 року — 205, в 1968 року — 314, а 1979 року — 320. Станом на 1968 рік Запитівська школа  було однією із 71 школи району та однією із 34 почткових шкіл, що охоплювали загалом 9675 учнів. 
Зростання кількості учнів та вчителів спричинило нестачу приміщень, підручників та обладнання. Навчання проводилося в дві зміни. В 1971 році побудували нову споруду школи на 280 учнів, але двозмінне навчання залишилося.
В 1973 році школа поступово перейшла на восьмирічну, потім на дев'ятирічну, а з 2000 року — на одинадцятирічну освіту. Після добудови нового приміщення 2013 року школярі навчаються в одну зміну. Багато випускників школи продовжують навчання у вищих навчальних закладах. 
Станом на 1 вересня 2013 року 368 учнів навчаються у 18 класах, їх вчать 34 вчителі. Школа обладнана комп'ютерним класом, спортзалом, їдальнею, діють навчальні і творчі гуртки, учні беруть участь в олімпіадах, конкурсах та змаганнях.
14 квітня 2014 року посаджено 50 дерев (яблуні і груші) саду Небесної Сотні, який щороку поповнюється новими саджанцями. 

Свято Букварика.Свято Букварика.
Образ пророка.Образ пророка.
Сценки з творів Кобзаря.Сценки з творів Кобзаря.

### Реконструкція
Спочатку в 2012 році на реконструкцію Запитівської загальноосвітньої школи I-III ступенів з добудовою 5-ти класних кімнат, актового залу та існуючої котельні  було  передбачено виділити 5371,2 тис. грн державного бюджету та 282,7 тис. грн з місцевого. В 2013 році відповідно до інвестиційних програм, що фінансуються за рахунок коштів державного фонду регіонального  розвитку 3962,1 тис. грн.  В 2013 році приміщення були добудовані. 

### Цікаві факти
В 2013 році школу відвідав  мобільний планетарій. 

## Робота навчального закладу
Учні школи беруть активну участь у таких конкурсах як «Кенгуру», «Гринвіч», «Юні інспектори руху» та багато інших. Щорічно у школі проводяться заходи, щодо святкування Дня матері, річниці з дня народження Т. Г. Шевченка, Різдва Христового, а також «Прощання з Буквариком», «Україна колядує», зустріч Нового Року.

Виступ юних інспекторів.Виступ юних інспекторів.
Учні колядують.Учні колядують.
Новий рік.Новий рік.